# Homalotrypus
Homalotrypus is een geslacht van rechtvleugeligen uit de familie krekels (Gryllidae). De wetenschappelijke naam van dit geslacht is voor het eerst geldig gepubliceerd in 1894 door Brancsik.

## Soorten
Het geslacht Homalotrypus  is monotypisch en omvat slechts de volgende soort:
- Homalotrypus boromensis (Brancsik, 1894)